# Ледник Аболина
Ледник Аболина (каз. Аболин мұздығы) — ледник на северном склоне осевого хребта Джунгарского Алатау, питающий реку Тасты-Биен (Тастыбиень) — один истоков реки Биен.
Состоит из трех частей, длина самой крупной — 4,7 км. Общая площадь 4,6 км². Площадь фирнового бассейна 1,7 км², фирновая граница проходит на высоте 3540 м. Высшая точка — пик Аболина (4051 м). Ледник прикрыт высокими боковыми моренами. Его нижний край подтянулся до 3100 м, что на 40 м выше его прежнего уровня (1997).
Ледник назван в 1958 году в честь исследователя Центральной Азии Роберта Аболина.